# Andreas Christian Odebrecht (Politiker)
Andreas Christian Odebrecht (* 11. Juli 1716; † 1. März 1791) war ein deutscher Politiker und Bürgermeister von Greifswald.
Andreas (III.) Christian Odebrecht war ein Sohn des Andreas (II.) Odebrecht, Pastor in Groß Kiesow, und dessen zweiter Frau Christina Dorothea Gletzel († 1765), einer Pastorentochter aus Ranzin. Er wurde 1748 Ratsherr und ab 1774 rechtsgelehrter Bürgermeister von Greifswald.
Andreas Christian Odebrecht heiratete seine Cousine Marie Elisabeth Wilde, Tochter des Bürgermeisters Friedrich Detlof Wilde. Sein Sohn Andreas Christian Odebrecht (1756–1831) wurde Richter am Oberappellationsgericht. Der jüngere Sohn Johann Hermann Odebrecht (1757–1821) wurde Greifswalder Bürgermeister.